# Waybuloo
Waybuloo è stata una serie televisiva britannico-canadese prodotta da The Foundation TV Productions e Decode Entertainment, dedicata a bambini in età prescolare, andata in onda su CBeebies (Regno Unito) e Treehouse TV (Canada) tra il 2009 e il 2012.
Waybuloo è ambientato nell'immaginaria terra di Nara, abitata da creature fantastiche simili ad animali, i Pipling. Queste creature, in ogni episodio, entrano in contatto con dei bambini, da loro chiamati Cheebies. Insieme praticano una forma di Yoga dolce, lo Yogo, a cui anche i piccoli spettatori possono partecipare. Lo Yogo e l'aiuto dei Cheebies contribuiscono a far raggiungere ai Pipling la felicità di star bene con sé stessi e con gli altri; il raggiungimento di questo stato è rappresentato dall'esclamazione "buloo" e dall'elevazione dei Pipling nel cielo di Nara, eventi che sanciscono la fine di ciascun episodio.

## Personaggi
Nok Tok
Colore:      Blu
Nok Tok un orsetto azzurro che ha occhi marroni: è il più saggio del gruppo e il più portato per lavori manuali. (Doppiatore italiano: Lorenzo Crisci De Carolis)
De Li
Colore:      Rosa
De Li è una gattina rosa che ha occhi azzurri: è timida e rappresenta l'amore. (Doppiatrice italiana: Agnese Marteddu)
Lau Lau
Colore:      Viola
Lau Lau è una coniglietta viola dagli occhi verdi: è dotata di grande creatività e incarna l'immaginazione. (Doppiatrice italiana: Sara Labidi)
Yojojo
Colore:      Arancione
Yojojo è una scimmietta arancione e ha gli occhi azzurri: rappresenta l'allegria. (Doppiatore italiano: Tito Marteddu)

## Versione spin-off
L'8 settembre 2011, Zodiak Kids ha annunciato una versione "Spin-Off" della serie. Questa versione avrebbe avuto episodi accorciati da 11 minuti con l'aggiunta di Dave Lamb come narratore.  L'azienda ha affermato che i cambiamenti sono stati "concepiti per funzionare su più livelli di umorismo nel tentativo di attrarre sia i bambini in età prescolare che i genitori".
Quando questa versione è stata presentata in anteprima su CBeebies nel gennaio 2012, è stata accolta da molte critiche, con commenti sul blog CBeebies Grown-Ups che criticavano la narrazione di Dave. Il feedback negativo fu così forte che CBeebies decise di ritirare la versione spin-off in favore della versione originale la sera successiva.

## Episodi
Prima stagione
| nº | Titolo originale            | Titolo italiano                | Prima TV Regno Unito | Prima TV Italia  |
| -- | --------------------------- | ------------------------------ | -------------------- | ---------------- |
| 1  | Moving Things               | La casetta di tutti            | 11 maggio 2009       | 4 ottobre 2010   |
| 2  | Showtime                    | La danza di Lau Lau            | 28 maggio 2009       | 5 ottobre 2010   |
| 3  | Trumpet                     | La trombetta                   | 24 maggio 2009       | 6 ottobre 2010   |
| 4  | Strawberries                | Fragole per tutti              | 11 maggio 2009       | 7 ottobre 2010   |
| 5  | Snuggly Nest                | Un morbido cuscino             | 19 maggio 2009       | 8 ottobre 2010   |
| 6  | Whistle                     | Il fischio                     | 4 giugno 2009        | 9 ottobre 2010   |
| 7  | Shy Flower                  | Un fiore timido                | 9 giugno 2009        | 10 ottobre 2010  |
| 8  | Going Bananas               | Evviva le banane               | 11 giugno 2009       | 11 ottobre 2010  |
| 9  | Nok Tok's Nara Car          | Un'idea geniale                | 16 giugno 2009       | 12 ottobre 2010  |
| 10 | Bubble                      | Che gioia le bolle di sapone   | 18 giugno 2009       | 13 ottobre 2010  |
| 11 | Nok Tok's Happy Plant       | La pianta felice di Nok Tok    | 18 giugno 2009       | 14 ottobre 2010  |
| 12 | Counting Seeds              | I semi saltellanti             | 23 giugno 2009       | 15 ottobre 2010  |
| 13 | Being Brave                 | L'ombra misteriosa             | 25 giugno 2009       | 16 ottobre 2010  |
| 14 | Catch                       | Passa la palla                 | 30 giugno 2009       | 17 ottobre 2010  |
| 15 | Nok Tok Thinks Big          | Evviva i castelli di sabbia    | 2 luglio 2009        | 18 ottobre 2010  |
| 16 | Tricky Kicky                | Si gioca a Tricky Kicky        | 7 luglio 2009        | 19 ottobre 2010  |
| 17 | Green Mango                 | Un mango troppo acerbo         | 12 luglio 2009       | 20 ottobre 2010  |
| 18 | Songbird                    | L'usignolo                     | 14 luglio 2009       | 21 ottobre 2010  |
| 19 | Fruity Fun                  | Il succo di frutta divertente  | 19 luglio 2009       | 22 ottobre 2010  |
| 20 | Hiccups                     | Yojojo ha il singhiozzo        | 21 luglio 2009       | 23 ottobre 2010  |
| 21 | Cheep Cheep                 | Un nuovo piccolo amico         | 12 ottobre 2009      | 24 ottobre 2010  |
| 22 | Echo Cave                   | La caverna dell'eco            | 13 ottobre 2009      | 25 ottobre 2010  |
| 23 | Frog                        | La rana che ride               | 25 settembre 2009    | 26 ottobre 2010  |
| 24 | Whizzcrackers               | Fuochi d'artificio             | 15 ottobre 2009      | 27 ottobre 2010  |
| 25 | Glitter Crystal             | Pietre luccicanti              | 16 ottobre 2009      | 28 ottobre 2010  |
| 26 | Missing Seed                | Chi ha preso il seme di De Li? | 19 ottobre 2009      | 29 ottobre 2010  |
| 27 | Flittery Narabug            | Il ritratto                    | 20 ottobre 2009      | 30 ottobre 2010  |
| 28 | Perfect Picnic              | Picnic perfetto                | 21 settembre 2009    | 31 ottobre 2010  |
| 29 | Clever Tree                 | L'albero parlante              | 22 ottobre 2009      | 1⁰ novembre 2010 |
| 30 | Mice                        | L'ospite invisibile            | 23 ottobre 2009      | 2 novembre 2010  |
| 31 | Bongleberry Juice           | Succo di Bacalaoo              | 26 ottobre 2009      | 3 novembre 2010  |
| 32 | Jumping                     | Hop! Hop! Salto!               | 15 settembre 2010    | 4 novembre 2010  |
| 33 | Follow the Pipling          | Il gioco delle imitazioni      | 25 maggio 2010       | 5 novembre 2010  |
| 34 | Dancing Feet                | Piedi ballerini                | 26 maggio 2010       | 6 novembre 2010  |
| 35 | The Tallest Pipling in Nara | Il Pipling più alto            | 27 maggio 2010       | 7 novembre 2010  |
| 36 | Pipling Rhythm              | Ritmo Pipling                  | 27 maggio 2010       | 8 novembre 2010  |
| 37 | Narabug Chase               | Evviva le Farfaloo             | 28 maggio 2010       | 9 novembre 2010  |
| 38 | Catch the Plumato           | La raccolta dei pomo prugna    | 31 maggio 2010       | 10 novembre 2010 |
| 39 | Fireflies                   | Musica per lucciole            | 30 luglio 2010       | 11 novembre 2010 |
| 40 | Jumpybug                    | Alla ricerca di Salterino      | 1⁰ giugno 2010       | 12 novembre 2010 |
| 41 | Leaf                        | La foglia di Nok Tok           | 3 agosto 2010        | 13 novembre 2010 |
| 42 | De Li's Picnic Problem      | Il picnic di De Li             | 12 settembre 2010    | 14 novembre 2010 |
| 43 | Treasure Hunt               | Caccia al tesoro               | 18 settembre 2010    | 15 novembre 2010 |
| 44 | Sad Narabug                 | De Li Farfaloo diventa mamma   | 19 settembre 2010    | 16 novembre 2010 |
| 45 | Balancing                   | Il gioco dell'equilibrio       | 20 settembre 2010    | 17 novembre 2010 |
| 46 | De Li's Trick               | Lo spettacolo dei Pipling      | 9 gennaio 2011       | 18 novembre 2010 |
| 47 | Ball                        | Yojojo gioca a palla           | 2 ottobre 2010       | 19 novembre 2010 |
| 48 | Clouds                      | Nuvole                         | 3 ottobre 2010       | 20 novembre 2010 |
| 49 | Nok Tok Goes Driving        | Il soffialoo di Nok Tok        | 4 ottobre 2010       | 21 novembre 2010 |
| 50 | Tricky Stick                | La bacchetta magica            | 14 agosto 2010       | 22 novembre 2010 |

Seconda stagione
| nº  | Titolo originale                   | Titolo italiano               | Prima TV USA      | Prima TV Italia  |
| --- | ---------------------------------- | ----------------------------- | ----------------- | ---------------- |
| 51  | Magical Music                      | La musica di Lau Lau          | 16 ottobre 2010   | 23 novembre 2010 |
| 52  | A Surprise for Yojojo              | Una sorpresa per Yojojo       | 21 settembre 2011 | 24 novembre 2010 |
| 53  | Cheebie Tune                       | Lo Xiloloo                    | 23 ottobre 2010   | 25 novembre 2010 |
| 54  | De Li and the Shoehorns            | Le scarpe trombetta           | 23 settembre 2010 | 26 novembre 2010 |
| 55  | Star                               | La stella                     | 24 settembre 2010 | 27 novembre 2010 |
| 56  | Singball Statues                   | Le statuine musicali          | 13 febbraio 2011  | 28 novembre 2010 |
| 57  | Go Get Game                        | Facciamo un gioco             | 28 settembre 2010 | 29 novembre 2010 |
| 58  | Pictures                           | Ritratti                      | 1⁰ gennaio 2010   | 30 novembre 2010 |
| 59  | Snuggly Slide                      | Yojojo e stellina             | 10 giugno 2011    | 1⁰ dicembre 2010 |
| 60  | De Li's Garden                     | Il giardino di De Li          | 1⁰ ottobre 2010   | 2 dicembre 2010  |
| 61  | Dance                              | Il ballo di Nok Tok           | 4 ottobre 2010    | 17 luglio 2011   |
| 62  | Lost                               | Che fine ha fatto De Li?      | 5 ottobre 2010    | 3 dicembre 2010  |
| 63  | The Gift                           |                               | 6 ottobre 2010    | 4 dicembre 2010  |
| 64  | Loving Laughing                    |                               | 7 ottobre 2010    | 5 dicembre 2010  |
| 65  | Feather                            |                               | 8 dicembre 2012   | 6 dicembre 2010  |
| 66  | Neepnip                            |                               | 11 ottobre 2010   | 7 dicembre 2010  |
| 67  | Pipling Pegs                       |                               | 19 ottobre 2010   | 8 dicembre 2010  |
| 68  | No Talk Game                       |                               | 20 ottobre 2010   | 9 dicembre 2010  |
| 69  | Dry Garden                         |                               | 21 ottobre 2010   | 10 dicembre 2010 |
| 70  | Carrotbeet Day                     |                               | 22 ottobre 2010   | 11 dicembre 2010 |
| 71  | Lau Lau's Story                    | La storia di Lau Lau          | 13 marzo 2011     | 12 dicembre 2010 |
| 72  | Toot Toot                          | Ciuf ciuf                     | 14 dicembre 2010  | 13 dicembre 2010 |
| 73  | Statue                             | Statue                        | 17 novembre 2010  | 14 dicembre 2010 |
| 74  | Choosy                             | La conta                      | 18 novembre 2010  | 15 dicembre 2010 |
| 75  | Walking Backwards                  | Camminare all'indietro        | 19 novembre 2010  | 16 dicembre 2010 |
| 76  | String Goes Ping                   | La corda rotta                | 22 novembre 2010  | 17 dicembre 2010 |
| 77  | Where Have All The Narabugs Gone?  | Dove sono finite le Farfaloo? | 23 novembre 2010  | 18 dicembre 2010 |
| 78  | Singing Bowl                       | La ciotola rotta              | 18 dicembre 2010  | 19 dicembre 2010 |
| 79  | Bop Bop Bat                        | Pong Pong                     | 25 novembre 2010  | 20 dicembre 2010 |
| 80  | Nok Tok's Narabug                  | Nokfarfaloo                   | 26 novembre 2010  | 21 dicembre 2010 |
| 81  | Old Made New                       | La nuova ciotola              | 29 novembre 2010  | 22 dicembre 2010 |
| 82  | Pipling Playday                    | La giornata dei giochi        | 30 novembre 2010  | 23 dicembre 2010 |
| 83  | Sssh!                              | Sshhh!                        | 1⁰ dicembre 2010  | 24 dicembre 2010 |
| 84  | Enough!                            | Il fiore speciale             | 2 dicembre 2010   | 25 dicembre 2010 |
| 85  | Pod Men                            | L'uomo-baccello               | 3 dicembre 2010   | 26 dicembre 2010 |
| 86  | Too Slow                           | Troppo lenta                  | 6 dicembre 2010   | 27 dicembre 2010 |
| 87  | Chimey Leaves                      | Le foglie musicali            | 7 dicembre 2010   | 28 dicembre 2010 |
| 88  | Nok Tok's Rock                     | Il sasso di Nok Tok           | 8 dicembre 2010   | 29 dicembre 2010 |
| 89  | Swapping                           | Lo scambio                    | 6 gennaio 2011    | 30 dicembre 2010 |
| 90  | Bluebell                           | Fiori e campanelle            | 18 febbraio 2011  | 31 dicembre 2010 |
| 91  | The Search For Lau Lau's Glowstone | Caccia alla pietra            | 7 marzo 2011      | 1⁰ gennaio 2011  |
| 92  | Yojojo's Plumpkin                  | La zucca di Yojojo            | 8 marzo 2011      | 2 gennaio 2011   |
| 93  | Fairy Thing                        | Le lucciole fatate            | 9 marzo 2011      | 3 gennaio 2011   |
| 94  | Surprise                           | La sorpresa bollosa           | 10 marzo 2011     | 4 gennaio 2011   |
| 95  | Round and Round                    | La piuma di tutti             | 11 marzo 2011     | 5 gennaio 2011   |
| 96  | Swapsy Box                         | I pacchetti regalo            | 15 marzo 2011     | 6 gennaio 2011   |
| 97  | Den For Ten                        | Una capanna per dieci         | 16 marzo 2011     | 7 gennaio 2011   |
| 98  | Shaker Breaker                     | Le maracas                    | 17 marzo 2011     | 8 gennaio 2011   |
| 99  | Lau Lau's Quiet Day                | La giornata del silenzio      | 29 marzo 2011     | 9 gennaio 2011   |
| 100 | Snuggly                            | Stellina è scomparsa          | 25 settembre 2011 | 10 gennaio 2011  |